# Sedlečko (Bukovany)
Sedlečko je osada, část obce Bukovany v okrese Příbram ve Středočeském kraji. V roce 2011 zde trvale žilo 26 obyvatel.
Nachází se v blízkosti silnice I/4 a plánované dálnice D4.

## Historie
První písemná zmínka o vesnici pochází z roku 1617.

## Obyvatelstvo
| Rok            | 1869 | 1880 | 1890 | 1900 | 1910 | 1921 | 1930 | 1950 | 1961 | 1970 | 1980 | 1991 | 2001 | 2011 | 2021 |
| -------------- | ---- | ---- | ---- | ---- | ---- | ---- | ---- | ---- | ---- | ---- | ---- | ---- | ---- | ---- | ---- |
| Počet obyvatel | 128  | 136  | 116  | 82   | 85   | 101  | 110  | 68   | 58   | 37   | 31   | 24   | 19   | 26   | 28   |
| Počet domů     | 15   | 16   | 16   | 16   | 16   | 16   | 18   | 18   | 18   | 13   | 12   | 16   | 13   | 15   | 18   |

## Obecní správa
Při sčítání lidu v letech 1850–1873 Sedlečko bylo osadou obce Chraštice v okrese Písek. V letech 1873–1909 bylo osadou obce Kozárovice v okrese Písek. V letech 1910–1971 bylo osadou obce Bukovany, se kterým patřilo nejprve do okresu Písek, ale od roku 1960 v okrese Příbram. Od 26. listopadu 1971 do 31. prosince 1985 bylo znovu částí obce Kozárovice v okrese Příbram, kdy se konaly obecní volby. Od 1. ledna 1986 do 30. června 1990 bylo částí obce Zalužany v okrese Příbram. Od 1. července 1990 do 23. listopadu 1990 bylo znovu částí obce Kozárovice v okrese Příbram. Od 24. listopadu 1990 je opět částí obce Bukovany v okrese Příbram.